# Triplicate
Fallen Angels — тридцять восьмий студійний альбом американського музиканта та автора пісень Боба Ділана, виданий 31 березня 2017 року лейблом Columbia Records.
Як і попередні два студійні альбоми, «Triplicate» містить кавер-версії класичний американських пісень, записаних наживо із туровими музикантами без жодних накладень. Це перший альбом Ділана, який складається із трьох дисків, кожен із окремо названий і містить 10 пісень, розміщених тематично. 3 пісні із альбому («I Could Have Told You», «My One and Only Love» та «Stardust») були видані як цифрові сингли, і лише «I Could Have Told You» стала доступна у CD форматі. Всі 3 пісні супроводжувались музичними відео, на яких ці пісні були зіграні на програвачі вінілових платівок.
Як і попредні дві платівки, «Triplicate» отримав загальне схвалення від критиків. Альбом було номіновано на нагороду Греммі у категорії «Найкращий вокальний альбом у стилі традиційного попу». Незважаючи на загальне схвалення, платівка досягла лише 37-ї позиції у американському чарті Billboard 200 і 17-ї — у британському чарті UK Albums Chart.

## Список пісень
| Диск 1 – 'Til the Sun Goes Down | Диск 1 – 'Til the Sun Goes Down        | Диск 1 – 'Til the Sun Goes Down             | Диск 1 – 'Til the Sun Goes Down |
| #                               | Назва                                  | Автор                                       | Тривалість                      |
| ------------------------------- | -------------------------------------- | ------------------------------------------- | ------------------------------- |
| 1.                              | «I Guess I'll Have to Change My Plans» | Артур Шварц, Говард Дітц                    | 2:27                            |
| 2.                              | «September of My Years»                | Джиммі Ван Гайзен, Семмі Кан                | 3:25                            |
| 3.                              | «I Could Have Told You»                | Карль Сігман, Джиммі Ван Гайзен             | 3:37                            |
| 4.                              | «Once Upon a Time»                     | Шарль Страуз, Лі Адамс                      | 3:37                            |
| 5.                              | «Stormy Weather»                       | Гарольд Арлен, Тед Келер                    | 3:05                            |
| 6.                              | «This Nearly Was Mine»                 | Річард Чарльз Роджерс, Оскар Гаммерштейн II | 2:48                            |
| 7.                              | «That Old Feeling»                     | Семмі Фейн, Лі Браун                        | 3:38                            |
| 8.                              | «It Gets Lonely Early»                 | Ван Гайзен, Кан                             | 3:10                            |
| 9.                              | «My One and Only Love»                 | Гі Вуд, Роберт Меллін                       | 3:21                            |
| 10.                             | «Trade Winds»                          | Кліфф Френд, Шарль Тобіас                   | 2:40                            |
| 31:48                           |                                        |                                             |                                 |

| Диск 2 – Devil Dolls | Диск 2 – Devil Dolls        | Диск 2 – Devil Dolls                    | Диск 2 – Devil Dolls |
| #                    | Назва                       | Автор                                   | Тривалість           |
| -------------------- | --------------------------- | --------------------------------------- | -------------------- |
| 1.                   | «Braggin'»                  | Джиммі Ширл, Роберт Марко, Генрі Кацман | 2:44                 |
| 2.                   | «As Time Goes By»           | Герман Гупфельд                         | 3:22                 |
| 3.                   | «Imagination»               | Ван Гайзен, Джонні Берк                 | 2:34                 |
| 4.                   | «How Deep Is the Ocean?»    | Ірвінг Берлін                           | 3:23                 |
| 5.                   | «P.S. I Love You»           | Гордон Дженкінс, Джонні Мерсер          | 4:17                 |
| 6.                   | «The Best Is Yet to Come»   | Сі Коулман, Каролін Лі                  | 2:57                 |
| 7.                   | «But Beautiful»             | Ван Гайзен, Берк                        | 3:22                 |
| 8.                   | «Here's That Rainy Day»     | Ван Гайзен, Берк                        | 3:27                 |
| 9.                   | «Where Is the One?»         | Алек Вайлдер, Едвін Фінкель             | 3:14                 |
| 10.                  | «There's a Flaw in My Flue» | Ван Гайзен, Берк                        | 2:47                 |
| 32:07                |                             |                                         |                      |

| Диск 3 – Comin' Home Late | Диск 3 – Comin' Home Late            | Диск 3 – Comin' Home Late               | Диск 3 – Comin' Home Late |
| #                         | Назва                                | Автор                                   | Тривалість                |
| ------------------------- | ------------------------------------ | --------------------------------------- | ------------------------- |
| 1.                        | «Day In, Day Out»                    | Руб Блум, Мерсер                        | 3:01                      |
| 2.                        | «I Couldn't Sleep a Wink Last Night» | Гарольд Адамсон, Джиммі Макг'ю          | 3:15                      |
| 3.                        | «Sentimental Journey»                | Лес Браун, Бен Гомер, Бад Ґрін          | 3:11                      |
| 4.                        | «Somewhere Along the Way»            | Ван Гайзен, Семмі Галлоп                | 3:18                      |
| 5.                        | «When the World Was Young»           | Philippe-Gérard, Angèle Vannier, Мерсер | 3:47                      |
| 6.                        | «These Foolish Things»               | Eric Maschwitz, Джек Стрейчі            | 4:11                      |
| 7.                        | «You Go to My Head»                  | John Frederick Coots, Гевен Гіллеспі    | 3:06                      |
| 8.                        | «Stardust»                           | Гоеді Кармайкл, Мітчелл Періш           | 2:30                      |
| 9.                        | «It's Funny to Everyone But Me»      | Джек Лоуренс                            | 2:38                      |
| 10.                       | «Why Was I Born?»                    | Джером Керн, Гаммерштейн II             | 2:50                      |
| 31:47                     |                                      |                                         |                           |

## Чарти
| Чарт (2017)                                          | Найвища позиція |
| ---------------------------------------------------- | --------------- |
| Австралія Australian Albums (ARIA)                   | 36              |
| Австрія Austrian Albums (Ö3 Austria)                 | 4               |
| Бельгія Belgian Albums (Ultratop Flanders)           | 7               |
| Бельгія Belgian Albums (Ultratop Wallonia)           | 33              |
| Канада Canadian Albums (Billboard)                   | 57              |
| Данія Danish Albums (Hitlisten)                      | 25              |
| Нідерланди Dutch Albums (MegaCharts)                 | 5               |
| Фінляндія Finnish Albums (Suomen virallinen lista)   | 26              |
| Франція French Albums (SNEP)                         | 20              |
| Німеччина German Albums (Offizielle Top 100)         | 7               |
| Ірландія Irish Albums (IRMA)                         | 5               |
| Італія Italian Albums (FIMI)                         | 9               |
| Нова Зеландія New Zealand Albums (Recorded Music NZ) | 27              |
| Норвегія Norwegian Albums (VG-lista)                 | 10              |
| Португалія Portuguese Albums (AFP)                   | 5               |
| Шотландія Scottish Albums (OCC)                      | 7               |
| Іспанія Spanish Albums (PROMUSICAE)                  | 7               |
| Швеція Swedish Albums (Sverigetopplistan)            | 3               |
| Швейцарія Swiss Albums (Schweizer Hitparade)         | 10              |
| Велика Британія UK Albums (OCC)                      | 17              |
| США Billboard 200                                    | 37              |